# Giuseppe Tornatore
Giuseppe Tornatore (Bagheria, 27 maggio 1956) è un regista, sceneggiatore, produttore cinematografico e montatore italiano.
Diventato noto a livello internazionale con il film del 1988 Nuovo Cinema Paradiso,  diverse sue pellicole hanno riscosso un notevole successo di pubblico in Italia e all'estero; ha diretto ad oggi undici film di finzione e dieci documentari, molti dei quali fortemente autobiografici, ed ha vinto vari premi, tra cui figurano un  Oscar, un Golden Globe, un Grand Prix Speciale della Giuria (al Festival di Cannes del 1989), due premi BAFTA, undici David di Donatello.

## Biografia

### Inizi
Nato a Bagheria, in provincia di Palermo, il 27 maggio 1956, è figlio di Peppino Tornatore, un sindacalista della CGIL. Fin da giovane manifesta una forte attrazione per il mondo del cinema e dell'immagine; ad insegnargli i primi rudimenti in tale campo è il famoso fotografo e operatore cinematografico bagherese Mimmo Pintacuda. A soli sedici anni riesce a mettere in scena a teatro opere di Luigi Pirandello e Eduardo De Filippo. Diplomatosi con il massimo dei voti al liceo classico Francesco Scaduto di Bagheria, prima di dedicarsi completamente al cinema frequenta qualche lezione alla facoltà di lettere dell'università di Palermo. Dopo gli inizi teatrali, affronta alcune esperienze documentaristiche e televisive, realizzando in particolare il documentario (in Super 8) Il carretto. Immagini di un'antica cultura (1979). Nel 1979 viene eletto consigliere comunale a Bagheria con il Partito Comunista Italiano.. Il suo esordio alla regia avviene sulla Rai il 5 marzo 1981, con il documentario Ritratto di un rapinatore.
Realizza poi, sempre per la redazione siciliana di Rai 3, Incontro con Francesco Rosi (1981), Le minoranze etniche in Sicilia (1982, vincitore di un premio al Festival di Salerno), Diario di Guttuso (1982), e Scrittori siciliani e cinema: Verga, Pirandello, Brancati e Sciascia (1983). Nel 1984 collabora con Giuseppe Ferrara per Cento giorni a Palermo, del quale è produttore, oltre che co-sceneggiatore e regista della seconda unità. Due anni dopo, all'età di 30 anni, esordisce come regista sul grande schermo con Il camorrista, tratto dall'omonimo romanzo di Giuseppe Marrazzo e incentrato sulla storia del noto boss della camorra Raffaele Cutolo (nel film chiamato 'O Professore 'e Vesuviano e interpretato da Ben Gazzara). Il film riceve una buona accoglienza sia da parte del pubblico sia dalla critica e Tornatore vince il Nastro d'argento al miglior regista esordiente.

Tornatore a Taormina durante la presentazione del premio Ciak d'oro 1999

L'incontro con il produttore Franco Cristaldi porta nel 1988 alla genesi di quello che diventerà il suo film più popolare, Nuovo Cinema Paradiso, che ha come protagonista un famoso regista che ritorna per la prima volta nel paese di cui è originario in occasione della morte del suo mentore ed amico Alfredo, proiezionista del cinema locale (personaggio interpretato da Philippe Noiret per il quale Tornatore si ispira dichiaratamente al suo maestro Pintacuda), e ripercorre il suo cammino di vita in tale occasione. La pellicola riscuote grande successo, dona notorietà internazionale a Tornatore e segna l'inizio di una prolifica collaborazione con il compositore Ennio Morricone. Dopo alcuni imprevisti, tra i quali vari tagli e la proiezione bloccata dopo il primo fine settimana in tutte le sale italiane, il film si aggiudica il gran premio della giuria al Festival di Cannes e l'Oscar al miglior film straniero e, negli anni, conquista un posto di rilievo nella storia del cinema italiano. Nel 1989 a Tornatore viene conferito il Premio Flaiano per la sceneggiatura per il lavoro svolto su Il camorrista e Nuovo Cinema Paradiso.

### I successi dopo l'Oscar
Nel 1990 dirige Stanno tutti bene, film che racconta la storia di un anziano padre siciliano, interpretato da Marcello Mastroianni, che si mette in viaggio per fare visita ai figli sparsi in tutta Italia e scopre che le loro vite non sono affatto belle come gli hanno sempre fatto credere. Nel 1991 collabora al film collettivo La domenica specialmente con l'episodio Il cane blu, nel quale dirige nuovamente Philippe Noiret. Nel 1994 realizza Una pura formalità, pellicola poliziesca presentata in concorso al Festival di Cannes, che rappresenta un punto di svolta nel suo stile di regia, che cambia radicalmente. Nel film compaiono due star come il regista Roman Polański (nel ruolo di attore, interpretando il commissario di polizia) e Gérard Depardieu (nel ruolo del sospettato che viene interrogato). Nel 1995 torna a girare un documentario, Lo schermo a tre punte, nel quale racconta la sua Sicilia. Sempre nel 1995 dirige L'uomo delle stelle, con Sergio Castellitto nel singolare ruolo di un "ladro di sogni", un uomo che finge di filmare provini cinematografici fino a quando non viene smascherato cadendo in disgrazia.
Il film vince il David di Donatello e il Nastro d'argento al regista del miglior film, nonché il Gran Premio della Giuria al Festival di Venezia. Il film è anche candidato agli Oscar nella sezione relativa al miglior film in lingua non inglese. Rimasto positivamente colpito dal monologo teatrale di Alessandro Baricco Novecento, che racconta la storia di un fenomenale pianista autodidatta che vive la sua intera esistenza su un transatlantico, inizia a pensarne una trasposizione cinematografica: dopo una lunga "gestazione", nel 1998 vede la luce La leggenda del pianista sull'oceano, con protagonista l'attore inglese Tim Roth, accompagnato nuovamente dalla colonna sonora di Ennio Morricone. Anche questa pellicola si aggiudica diversi premi: il David di Donatello, l'Efebo d'oro (1999), il Ciak d'oro per la regia e due Nastri d'argento, uno per la regia e uno per la sceneggiatura. Nel 2000 firma la regia di Malèna, film con Monica Bellucci nel ruolo di una bellissima giovane siciliana vittima di disavventure a causa della seconda guerra mondiale (ruolo che in origine Tornatore aveva proposto alla ballerina Rossella Brescia), che rappresenta una coproduzione italo-statunitense, si avvale nuovamente delle musiche di Ennio Morricone e conferisce grande popolarità alla Bellucci sul grande schermo.

### Ritorno sullo schermo

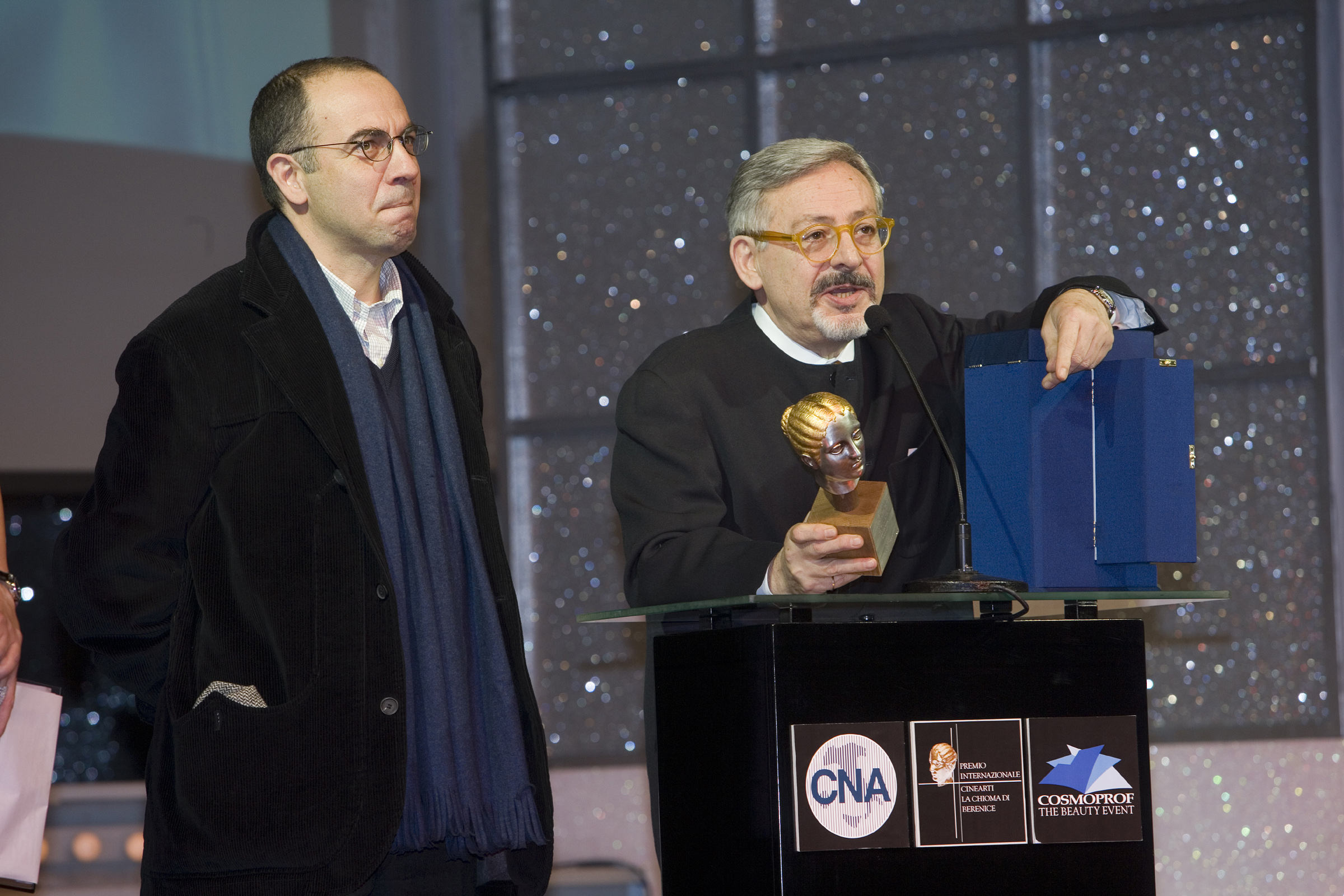
Giuseppe Tornatore insieme a Leo Gullotta al Premio Cinearti La chioma di Berenice (2006)

Dopo sei anni di silenzio, torna al cinema nel 2006 con La sconosciuta, film con Michele Placido ispirato ad alcuni traffici di prostitute provenienti dall'Europa orientale ed al loro sfruttamento per generare figli, fatti balzati agli onori delle cronache nella realtà nel medesimo periodo; il film si aggiudica tre David di Donatello nel 2007 e viene scelto per rappresentare l'Italia al Premio Oscar 2008, nella selezione per le candidature quale miglior film straniero. Sempre nel 2007 dirige lo spot televisivo di Banca Monte dei Paschi di Siena, ideato dall'agenzia Catoni Associati. Nello stesso anno, nel corso della Cerimonia degli Oscar, viene presentato un suo cortometraggio dedicato al 50º anniversario del Miglior Film Straniero, un montaggio in cui scorrono tante immagini tratte dal cinema internazionale premiato a Hollywood.
Nel 2009 dirige Baarìa, colossal autobiografico che trae il titolo dal nome siciliano della sua città natale Bagheria. Uscito il 25 settembre, Baarìa ha aperto la 66ª Mostra internazionale d'arte cinematografica di Venezia nella competizione ufficiale. La Lega anti vivisezione, nel proprio ruolo di componente per legge della "Commissione di revisione cinematografica", ha criticato la scelta di Tornatore di riprendere la reale uccisione per dissanguamento di un animale in un macello in Tunisia, senza ricorrere a effetti speciali o alle tecniche di sollievo dal dolore previste in Italia. Tale scena è stata girata in territorio tunisino. Il film venne pre-selezionato come film per rappresentare l'Italia agli Oscar 2010, ma non superò le selezioni successive e non arrivò al quintetto finale. Pubblica anche il libro Baarìa, il film della mia vita, per Rizzoli.

### Anni 2010
Tornatore ha ricevuto la laurea honoris causa in televisione, cinema e nuovi media dall'Università IULM di Milano il 1º dicembre 2010. Ha ricevuto nel 2011 il Premio Federico Fellini 8 1/2 per l'eccellenza artistica al Bif&st di Bari. Lo stesso anno pubblica per Bompiani il libro La menzogna del cinema, con la trascrizione dell'intervento all'università in occasione della laurea honoris causa. Sempre nel 2011 ha realizzato il cortometraggio celebrativo per la catena di grande distribuzione alimentare Esselunga. Nel 2013 realizza il film La migliore offerta, con Geoffrey Rush, Jim Sturgess, Sylvia Hoeks e Donald Sutherland. Il film è girato tra Bolzano, Vienna, Trieste, Parma, Milano, Praga e la campagna nei pressi di Roma. Questo film vince numerosi premi in Italia e non solo. Sempre nel 2013 è impegnato nella pre-produzione di un altro film, prodotto ancora una volta dalla Paco Cinematografica, che dovrebbe vederlo sul set nel febbraio del 2014. Il film, intitolato La corrispondenza, esce nel 2016 e narra la storia d'amore a distanza tra una studentessa, interpretata da Olga Kurylenko, e un anziano professore, impersonato da Jeremy Irons.

### Anni 2020
Nel 2021, Tornatore dirige il film documentario Ennio, sulla vita del compositore italiano Ennio Morricone, presentato in anteprima fuori concorso alla Mostra del Cinema di Venezia e vincitore di tre David di Donatello. Al film hanno partecipato eminenti personalità della cultura e dello spettacolo, tra cui Quentin Tarantino, Clint Eastwood, Oliver Stone, Wong Kar-wai, John Williams, Dario Argento, Bernardo Bertolucci, Laura Pausini, Bruce Springsteen, Lina Wertmüller, Marco Bellocchio, Carlo Verdone, Vittorio Taviani, Gianni Morandi, Ornella Vanoni e Caterina Caselli.

### Accuse di molestie sessuali
Il 3 novembre 2017, nel pieno del periodo in cui stanno esplodendo il movimento MeToo ed il caso Harvey Weinstein, viene accusato dalla soubrette Miriana Trevisan di molestie sessuali sulla rivista Vanity Fair. La Trevisan dichiara che sarebbe stata molestata nello studio del regista siciliano nel 1997.
Al quotidiano la Repubblica Tornatore ha dichiarato di avere la coscienza a posto e di ricordarsi solo di un incontro cordiale: «pertanto respingo le insinuazioni mosse nei miei confronti riservandomi di agire nelle competenti sedi a tutela della mia onorabilità». Sul quotidiano Il Messaggero Margherita Buy ha difeso il regista, definendolo un gentiluomo.
In seguito Tornatore ha citato la showgirl in giudizio dinanzi al Tribunale di Roma per il risarcimento dei danni da diffamazione. Il Tribunale, con sentenza n. 3953/2022, ha ritenuto Miriana Trevisan "responsabile della diffusione di notizie atte a screditare la reputazione di Giuseppe Tornatore".

## Filmografia

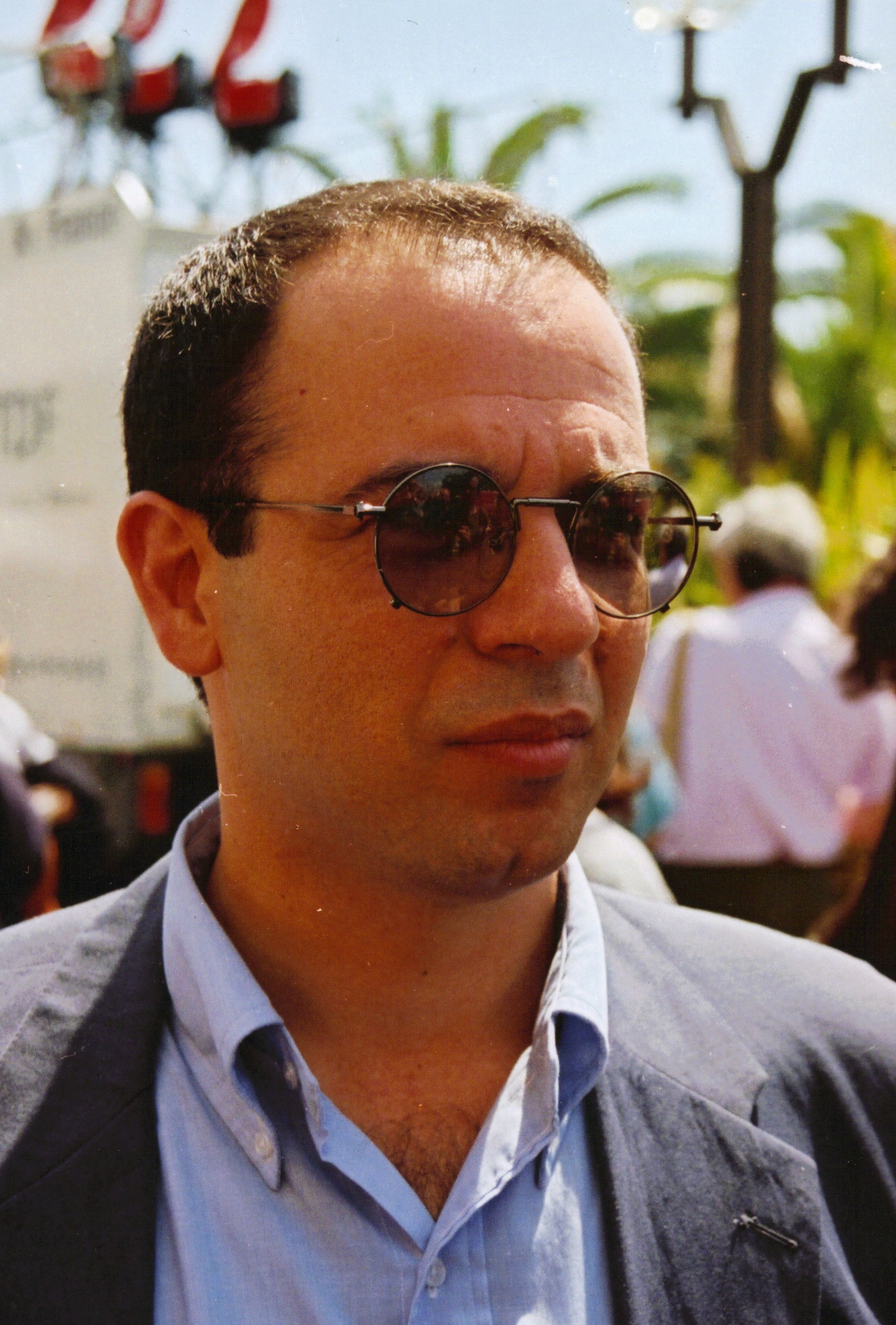
Giuseppe Tornatore al Festival di Cannes 1994.

### Regista e sceneggiatore

#### Cinema
- Il camorrista (1986)
- Nuovo Cinema Paradiso (1988)
- Stanno tutti bene (1990)
- Il cane blu, episodio di La domenica specialmente (1991)
- Una pura formalità (1994)
- L'uomo delle stelle (1995)
- La leggenda del pianista sull'oceano (1998)
- Malèna (2000)
- La sconosciuta (2006)
- Baarìa (2009)
- La migliore offerta (2013)
- La corrispondenza (2016)

#### Cortometraggi
- Stella gemella (1996)[15]
- 50º anniversario Oscar Miglior Film Straniero (2007)
- Il mago di Esselunga (2011)[16]

#### Documentari
- Il carretto. Immagini di un'antica cultura (1979)
- Ritratto di un rapinatore (1981)
- Incontro con Francesco Rosi (1981)
- Le minoranze etniche in Sicilia (1982)
- Diario di Guttuso (1982)
- Scrittori siciliani e cinema (1984), serie TV in quattro episodi
- Lo schermo a tre punte (1995)
- Riccardo Freda (1996), episodio della serie Ritratti d'autore
- L'ultimo gattopardo - Ritratto di Goffredo Lombardo (2010)
- Devotion (2020)
- Ennio (2021)[17]

#### Pubblicità
- Spot AIMA - Associazione Italiana Malati Alzheimer - pubblicità progresso (2002)
- Spot TIM - La forza delle connessioni (2022)

### Produttore
- Cento giorni a Palermo, regia di Giuseppe Ferrara (1984)
- Il figlio di Bakunin, regia di Gianfranco Cabiddu (1997)
- Il manoscritto del Principe, regia di Roberto Andò (2000)

### Montatore
- Una pura formalità, regia di Giuseppe Tornatore (1994)

#### Televisione
- Il Camorrista-La serie – miniserie TV (2025)

### Attore
- L'ultimo gattopardo - Ritratto di Goffredo Lombardo, regia di Giuseppe Tornatore (2010)
- Ennio, regia di Giuseppe Tornatore (2021)
- Sergio Leone - L'italiano che inventò l'America, regia di Francesco Zippel (2022)
- Titanus 1904, regia di Giuseppe Rossi (2024)

## Pubblicazioni
- Nuovo Cinema Paradiso, Sellerio 1989
- Baarìa, Mondadori Electa, 2009
- La menzogna del cinema", Bompiani,2011
- Il collezionista di baci, Mondadori Electa, 2014
- La migliore offerta, Sellerio, 2013
- La corrispondenza,romanzo, Sellerio, 2016
- Diario inconsapevole, HarperCollins Italia, 2018
- Leningrado, Sellerio, 2018
- Ennio, un maestro, con Ennio Morricone, HarperCollins Italia, 2018
- All'èpica. C'era una volta la politica, Albatros, 2022

## Riconoscimenti
Golden Globe
- 1990 – Miglior film straniero per Nuovo Cinema Paradiso
- 2000 – Candidatura per il miglior film straniero per Malèna
- 2010 – Candidatura per il miglior film straniero per Baarìa

Premio BAFTA
- 1991 – Miglior film straniero per Nuovo Cinema Paradiso
- 1991 – Candidatura come miglior regista per Nuovo Cinema Paradiso
- 1991 – Migliore sceneggiatura originale per Nuovo Cinema Paradiso
- 2000 – Candidatura per il miglior film straniero per Malèna

David di Donatello
- 1987 – Candidatura come miglior regista esordiente per Il camorrista
- 1989 – Candidatura per il miglior film per Nuovo Cinema Paradiso
- 1989 – Candidatura come miglior regista per Nuovo Cinema Paradiso
- 1996 – Candidatura per il miglior film per L'uomo delle stelle
- 1996 – Miglior regista per L'uomo delle stelle
- 1996 – Candidatura per la migliore sceneggiatura per L'uomo delle stelle
- 1999 – Candidatura per il miglior film per La leggenda del pianista sull'oceano
- 1999 – Migliore regista per La leggenda del pianista sull'oceano
- 1999 – Candidatura per la migliore sceneggiatura per La leggenda del pianista sull'oceano

David scuola
- 1999 –La leggenda del pianista sull'oceano

- 2007 – Miglior film per La sconosciuta
- 2007 – Migliore regista per La sconosciuta
- 2007 – Candidatura migliore sceneggiatura per La sconosciuta
- 2010 – Candidatura miglior film per Baarìa
- 2010 – Candidatura migliore regista per Baarìa
- 2010 – Candidatura migliore sceneggiatura per Baarìa

David giovani
- 2010 - per Baarìa

- 2011 – Candidatura miglior documentario di lungometraggio per L'ultimo gattopardo: Ritratto di Goffredo Lombardo
- 2013 – Miglior film per La migliore offerta
- 2013 – Migliore regista per La migliore offerta
- 2013 – Candidatura migliore sceneggiatura per La migliore offerta
- 2013 – David giovani per La migliore offerta
- 2016 – David giovani per La corrispondenza
- 2022 – Candidatura miglior film per Ennio
- 2022 – Candidatura migliore regista per Ennio
- 2022 – Miglior documentario per Ennio
- 2022 – Candidatura David giovani per Ennio

Nastro d'argento
- 1987 – Miglior regista esordiente per Il camorrista
- 1989 – Candidatura regista del miglior film per Nuovo Cinema Paradiso
- 1989 – Candidatura miglior soggetto per Nuovo Cinema Paradiso
- 1991 – Candidatura miglior soggetto per Stanno tutti bene
- 1995 – Candidatura regista del miglior film per Una pura formalità
- 1995 – Candidatura miglior soggetto per Una pura formalità
- 1996 – Regista del miglior film per L'uomo delle stelle
- 1996 – Candidatura migliore sceneggiatura per L'uomo delle stelle
- 1999 – Regista del miglior film per La leggenda del pianista sull'oceano
- 1999 – Migliore sceneggiatura per La leggenda del pianista sull'oceano
- 2000 – Miglior produttore per Il manoscritto del Principe
- 2007 – Regista del miglior film per La sconosciuta
- 2007 – Candidatura migliore sceneggiatura per La sconosciuta
- 2010 – Nastro dell'anno per Baarìa
- 2011 – Nastro d'argento speciale per i documentari per L'ultimo gattopardo: Ritratto di Goffredo Lombardo
- 2013 – Regista del miglior film per La migliore offerta
- 2013 – Candidatura migliore sceneggiatura per La migliore offerta
- 2022 – Miglior documentario sul cinema per Ennio

Ciak d'oro
- 1995 – Miglior montaggio per Una pura formalità[21]
- 1999 – Miglior regista per La leggenda del pianista sull'oceano
- 2013 – Miglior regista per La migliore offerta[22]

Festival di Cannes
- 1989 – Grand Prix Speciale della Giuria per Nuovo Cinema Paradiso

Festival di Venezia
- 1995 – Leone d'argento per il miglior regista a Giuseppe Tornatore per L'uomo delle stelle

European Film Awards
- 1989 – Candidatura miglior film giovane per Nuovo Cinema Paradiso
- 1989 – Premio speciale della Giuria per Nuovo Cinema Paradiso
- 2007 – Candidatura miglior regista per La sconosciuta
- 2007 – Premio del pubblico al miglior film europeo per La sconosciuta
- 2010 – Candidatura premio del pubblico al miglior film europeo per Baarìa
- 2013 – Candidatura miglior film per La migliore offerta
- 2013 – Candidatura miglior regista per La migliore offerta
- 2013 – Candidatura miglior sceneggiatura per La migliore offerta
- 2013 – Candidatura premio del pubblico al miglior film europeo per La migliore offerta

Premio Flaiano
- 1989 – Migliore sceneggiatura per Il camorrista e Nuovo Cinema Paradiso
- 2022 – Miglior documentario per Ennio

Premio Internazionale Cicognini
- 2022 - Riconoscimento speciale per il documentario Ennio[23]

Premio Robert Bresson
- 2000 – Per la testimonianza, significativa per sincerità e intensità, del difficile cammino alla ricerca del significato spirituale della vita